# Doc (informática)
.doc (una abreviatura de "documento") es una extensión de nombre de archivo utilizada para documentos de procesamiento de textos almacenados en el formato de archivo binario Microsoft Word, propiedad de Microsoft. Microsoft ha utilizado esta extensión desde 1983.

## Formato de archivo binario de Microsoft Word
Frecuentemente los archivos binarios DOC incluyen más información de formato de texto, así como scripts e información de deshacer, en comparación con otros formatos de archivos de documentos como el formato de texto enriquecido y el lenguaje de marcado de hipertexto, aunque por lo general son menos compatibles.
Los archivos DOC creados con las distintas versiones de Microsoft Word presentan diferencias. Las versiones anteriores a Word 97 ("8.0") utilizaban un formato diferente al de Microsoft Word 97-2003, basado en OLE y CFBF.
En Microsoft Word 2007 y versiones posteriores, el formato de archivo binario fue sustituido como formato predeterminado por el formato Office Open XML, aunque Microsoft Word todavía tiene la capacidad de generar archivos DOC.

### Soporte de aplicaciones
El formato DOC es nativo de Microsoft Word. Otros procesadores de texto, como OpenOffice.org Writer, IBM Lotus Symphony, Apple Pages y AbiWord, también pueden crear y leer archivos DOC, aunque con algunas limitaciones. Algunos programas de línea de comandos diseñados para sistemas operativos tipo Unix, que pueden convertir archivos en formato DOC a texto sin formato u otros formatos estándar, incluyen la biblioteca wv, la cual es utilizada directamente por AbiWord.

### Especificación
Debido a que el formato de archivo DOC fue una especificación cerrada durante muchos años, persisten inconsistencias en su manejo, lo que puede resultar en cierta pérdida de información de formato al utilizar el mismo archivo con múltiples programas de procesamiento de texto. Algunas especificaciones para los formatos de archivos binarios de Microsoft Office 97 se publicaron en 1997 bajo una licencia restrictiva, pero estas especificaciones fueron retiradas de la descarga en línea en 1999. Las especificaciones de versiones posteriores de los formatos de archivos binarios de Microsoft Office no estaban disponibles públicamente. La especificación del formato DOC estuvo disponible en Microsoft previa solicitud  desde 2006  bajo términos restrictivos RAND-Z hasta febrero de 2008. Sun Microsystems y OpenOffice.org llevaron a cabo ingeniería inversa en el formato de archivo. El 15 de febrero de 2008, Microsoft lanzó un archivo de especificación de formato DOC según la Promesa de especificación abierta de Microsoft. Sin embargo, esta especificación no describe todas las características utilizadas por el formato DOC y sigue siendo necesario realizar trabajos de ingeniería inversa. Desde 2008, la especificación se ha actualizado varias veces; el último cambio se realizó en mayo de 2022.
El formato utilizado en versiones anteriores de Word anteriores a 97 ("1.0" de 1989 a "7.0" de 1995) es menos conocido, pero tanto OpenOffice como LibreOffice contienen código fuente abierto para leer estos formatos. Es probable que este formato esté relacionado con el formato "Stream" que se encuentra en versiones similares de Excel. Además, Word 95 parece tener un formato envuelto en OLE.

## Otros formatos de archivo
Es cierto que algunas documentaciones históricas pueden utilizar la extensión de nombre de archivo DOC para archivos de texto sin formato, indicando documentación para software o hardware. Además, durante la década de 1980, WordPerfect también utilizó la extensión de nombre de archivo DOC para su formato propietario.
Los usuarios de Palm OS a veces emplean "DOC" como abreviatura de PalmDoc, un formato no relacionado (comúnmente con la extensión de archivo PDB) utilizado para codificar archivos de texto como libros electrónicos.